# Par la fenêtre
Pour plus de détails, voir Fiche technique et Distribution.
Par la fenêtre est un film français de Gilles Grangier sorti en 1948.

## Synopsis
Un peintre en bâtiment, Pilou, repeint la façade d'un immeuble et, depuis son échafaudage suspendu, observe les locataires par les fenêtres. Lui-même recherche dans Paris sa fiancée Yvette et il rencontre Fernande qui lui ressemble. Celle-ci est malheureuse à cause d'Albert qui veut en épouser une autre. Ainsi le peintre Pilou s'occupe de toutes et de tous et, sa tâche finie, retrouve par hasard, au coin de la rue, sa bien aimée.
C'est dans ce film que Bourvil chante sa célèbre chanson La rumba du pinceau.

## Fiche technique
- Titre : Par la fenêtre
- Réalisation : Gilles Grangier
- Scénario : Jacques Alain
- Adaptation : Jacques Alain, Arthur Harfaux, Maurice Henry
- Dialogues : Jacques Alain, Georges Neveux
- Décors : Raymond Nègre, assisté de Henri Sonois, Olivier Girard
- Costumes : Robes exécutées par Tata et Germaine Lecomte
- Photographie : Maurice Barry
- Opérateur : Raymond Picon-Borel, assisté de Max Lechevalier et Maurice Devries
- Musique : Georges Van Parys, Étienne Lorin - Orchestre de la société des concerts du conservatoire dirigé par Pierre Pagliano
  - Chanson : La rumba du pinceau de Bourvil, Stervel et Étienne Lorin
- Montage : Andrée Danis, assistée de Jacqueline Thiédot
- Son : René-Christian Forget, assisté de Guilbot, Akermann
- Ensemblier : Louis Seuret
- Maquillage : Nicole Courtot
- Script-girl : Odette Lemarchand
- Photographe de plateau : Paul Paviot
- Assistants réalisateur : Mick Roussel, Jacques-Gérard Cornu
- Production : Les Productions Cinématographiques
- Chef de production : Pierre Gérin
- Directeur de production : Robert Prévot - participation de André Berthomieu
- Régisseur général : Georges Testard, Jean Desmouceaux
- Tournage dans les studios de Saint-Maurice à compter du 18 août 1947
- Format : Son mono - Noir et blanc - 35 mm  - 1,37:1
- Genre : Comédie
- Durée : 85 minutes
- Date de sortie : 
  - France - 22 janvier 1948
- Visa d'exploitation : 6024

## Distribution
- Bourvil : Gaston « Pilou », un peintre en bâtiment qui observe par la fenêtre le comportement de ses semblables
- Suzy Delair :  Yvette, la promise de Pilou / Fernande, une rencontre de Gaston que son fiancé rend malheureuse
- Michèle Philippe : Renée Laforest
- Mona Dol : Blanche, une vieille fille nymphomane
- France Ellys : Mme Laforest, la mère de Renée
- Yvette Andreyor : Clémence, une vieille fille cleptomane
- Madeleine Suffel : Eugénie, la concierge
- Palmyre Levasseur : la cliente essayant la robe
- Yvonne Yma : la femme de ménage
- André Alerme : Mr Alavoine, le propriétaire de l'immeuble
- Roland Armontel : Sabourdin, un peintre
- René Dupuy : Albert Roussel, le petit ami de Fernande qui la rend malheureuse
- Jean Barrère : Paul, l'amoureux de Renée
- Paul Faivre : Mr Laforest, le père de Renée
- Jacques Baumer : Albert Miroud, le commanditaire
- Jean Berton : l'agent
- Charles Bouillaud : Joseph, le concierge
- Jean-Marc Tennberg : le cousin de Béziers
- Jean Sylvain : la Publicité du vin
- Albert Broquin : un invité au concours d'affiches
- Colette Mareuil : la vendeuse de l'atelier
- Henri Niel : Mr Duchamp
- Janine Miller : ?
- Frédéric Munie : ?
- Gaby Bruyère : ?